# Barnardaclesia
Barnardaclesia is een geslacht van weekdieren uit de klasse van de Gastropoda (slakken).

## Soort
- Barnardaclesia cirrhifera (Quoy & Gaimard, 1832)